# Коморские острова
Комо́рские острова́ (ком. Komori, араб. جزر القمر‎, фр. Les Comores) — архипелаг вулканического происхождения в Индийском океане, в северной части Мозамбикского пролива между Мадагаскаром и Африкой. Площадь 2238 км². Население приблизительно 900 тыс. жителей (2010), главным образом народ анталаотра (коморцы).
Острова Нгазиджа (Гранд-Комор), Ндзуани (Анжуан), Мвали (Мохели), риф Вайе и ряд других образуют республику Союз Коморских Островов. Острова Майотта (Маоре), Паманзи, Мзамборо и др. составляют французский заморский регион Майотта, на который также претендуют Коморы.
На главном острове Нгазиджа имеется действующий вулкан Картала.

## Состав

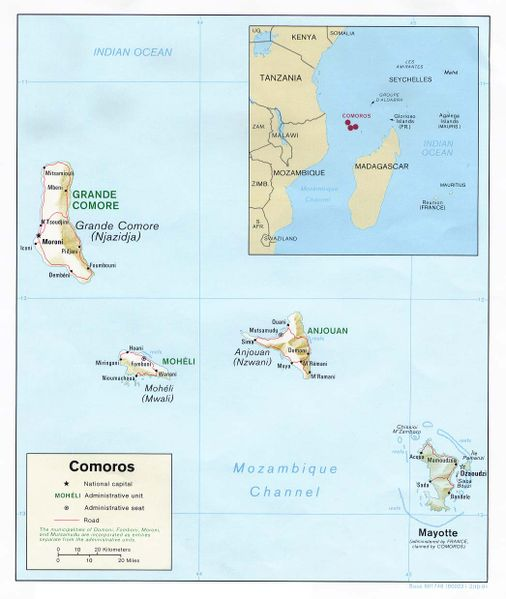

Архипелаг состоит из 4 крупных, 2 небольших и нескольких десятков мелких островов:
- остров Нгазиджа (Гранд-Комор)
- риф Вайе[англ.][2] (потопленный вулкан) —  к западу от о. Нгазиджа (Гранд-Комор)
- остров Ндзуани (Анжуан)
- остров Ла-Сель[2] —  у западной оконечности острова Ндзуани (Анжуан)
- остров Мвали (Мохели)
- островок Бвелашамба[2] —  у западного берега о. Мвали (Мохели)
- островок Мбо-Били[2] —  у юго-западного берега о. Мвали (Мохели)
- остров Маньюньи (Магнугни)[2] —  к югу от о. Мвали (Мохели)
- остров Канзони[2] —  к югу от о. Мвали (Мохели)
  - остров Дзаха —  ранее составлял западную половину о. Канзони
- островок Мбузи —  к югу от о. Мвали (Мохели)
- остров Венефу[2] —  к югу от о. Мвали (Мохели)
- остров Шандзи (Санци)[2] —  к югу от о. Мвали (Мохели)
- остров Мбуго (Шоамбуху)[2] —  к югу от о. Мвали (Мохели)
- остров Меа[2] —  к югу от о. Мвали (Мохели)
- остров Форо[2] —  к югу от о. Мвали (Мохели)
- островок Шикуунду (Миангони)[2] —  у восточного берега о. Мвали (Мохели)
- островок Ньяндза[2] —  у восточного берега о. Мвали (Мохели)
- островок Мшако[2] —  к востоку от о. Мвали (Мохели)
- остров Майотта (Маоре) или Гранд-Терр
- остров Карони[2] —  у западного берега о. Майотта (Маоре)
- остров Мзамборо[2] —  к северо-западу от о. Майотта (Маоре)
- острова Маландзамиа[англ.]
  - остров Маландзамиажу[2] —  у северо-западного берега о. Майотта (Маоре)
  - остров Маландзамиацини[2] —  у северо-западного берега о. Майотта (Маоре)
- островок Андрема[2] —  у северо-восточного берега о. Майотта (Маоре)
- островок Мсонгома[2] —  у северо-восточного берега о. Майотта (Маоре)
- Северный риф (риф Нор)[2] —  к северу от о. Майотта (Маоре)
- риф Гран-Ресиф-дю-Норд-Эст[2] —  к северо-востоку от о. Майотта (Маоре)
- островок Гомбе-Думе[2] —  к северо-востоку от о. Майотта (Маоре) и к северу от Паманзи
- остров Сисоа-Бузи (Бузи)[2] —  у восточного берега о. Майотта (Маоре)
- островок Банделе[2] —  у восточного берега о. Майотта (Маоре)
- островок Бамбо[2] —  у восточного берега о. Майотта (Маоре)
- остров Паманзи (Пти-Терр) —  к востоку от о. Майотта (Маоре)
- риф Паманзи[2] —  к югу от о. Паманзи
- Южный риф[2] —  к югу от о. Майотта (Маоре)
- и др. рифы к югу от Паманзи (Ажангва, Бандем, Бамбо, Манга-Цохоле)
- островок Мбвини (Мбуйни)[2] —  у южного берега о. Майотта (Маоре)

Географически к архипелагу относится отдалённый (в 125 км к северо-востоку от Майотты) риф Гейзер (на который претендуют Франция (через территориальное образование острова Эпарсе), Коморы и Мадагаскар), а также острова Глорьёз, расположенные в 99 км к северу от Мадагаскара, который наряду с Францией (через территориальное образование острова Эпарсе) также на них претендует.

## География
Острова гористы (высота до 2300 м). Окружены коралловыми рифами. Климат тропический, влажный и жаркий. Количество осадков: от 1100 до 3000 мм в год. Верхние части склонов гор покрыты густыми тропическими лесами, ниже располагаются саванны и кустарниковые заросли. Круглый год существует опасность заражения малярией. Высшая точка — действующий вулкан Картала (2361 м).
Геологически старейший остров — Майотта, его протяжённость — 39 км, ширина — 22 км, самая высокая точка — гора Бенара (фр. Mont Bénara, 660 м). Из-за вулканического происхождения в некоторых районах почвы достаточно плодородны. Коралловый риф, окружающий большую часть острова, обеспечивает его рыбой и защищает местные суда.

## Природа
Растительность представлена сахарным тростником, кокосовой пальмой, бананом, кофейным деревом, гвоздикой.
Некоторые представители коморской фауны являются эндемиками Мадагаскара и Коморских островов: лемуры, малый попугай-ваза, широкохвостая фельзума. Бабочка Amauris comorana встречается только на Коморах. Эндемик Коморских островов — крылан Ливингстона.

## История
C 1843 года остров Майотта, а с 1886 — Гранд-Комор, Анжуан и Мохели находились под протекторатом Франции. В 1909 году архипелаг был официально объявлен французской колонией. На референдуме в 1974 году большинство островов проголосовало за независимость от Франции. В том числе, Гранд-Комор, Анжуан и Мохели проголосовали «за», а 60 % населения острова Майотта — «против». В 1975 году была провозглашена независимая Республика Коморские Острова. На основании итогов общекоморского референдума Генеральная Ассамблея ООН в 1979 году признала права Комор на все 4 острова и призвала Францию покинуть их. Однако Франция отделила Майотту от Комор, провозгласив её заморским сообществом Франции. На референдуме в 2009 году было принято решение о преобразовании острова в заморский департамент Франции. Согласно действующей Конституции Комор, принятой на референдуме в 2001 году, Союз Коморских Островов состоит из 4-х автономных островов, включая остров Маоре (Майотта).